# FetLife
FetLife est un service de réseautage social qui met en relation des personnes partageant un intérêt pour le BDSM et d'autres pratiques fétichistes.
FetLife se distingue lui-même de ses concurrents en se définissant comme un réseau social plutôt qu’un site de rencontre. Fetlife n’est destiné à aucune orientation sexuelle particulière, mais il est devenu une référence dans la communauté BDSM.

## Histoire
Fetlife a été lancé en janvier 2008 par John Kopanas, un ingénieur en informatique à Montréal au Québec, également connu sous son nom d'utilisateur John Baku. Frustré par ses tentatives de trouver des femmes intéressés par une diversité de pratiques sexuelles, incluant le fétichisme et le BDSM, cet informaticien crée en 2007 un site appelé FriendsWithFetishes qui, traduit littéralement, signifie « AmisAvecFétiches ». Pendant qu'il travaillait sur la version 2.0 de FriendsWithFetishes, il décide finalement de lancer séparément un autre site nommé Fetlife,,.
Le site a une histoire mouvementée. Il voit un regain d'intérêt pendant la frénésie engendrée par le livre et le film Fifty Shades of Grey (Cinquante nuances de Grey) du début des années 2010, provoquant des restrictions temporaires sur les nouvelles inscriptions. Le site est également cité dans des affaires criminelles, comme étant utilisé par des criminels pour identifier et prendre contact avec leurs futures victimes,,,,.
Durant l’été 2016, FetLife modifie sa politique d’adhésion. Alors qu’il a été pensé à tort que le site deviendrait accessible uniquement par invitation, les administrateurs de FetLife ont ajouté une option afin de vérifier les comptes en utilisant un système de vérification par SMS (qui a été préféré au système d’invitation). De plus, initialement, tout membre avait la possibilité de créer un groupe consacré à n'importe fétiche auquel il se sentait proche. Cependant, en Janvier 2017, Fetlife désactive temporairement la possibilité de créer de nouveaux groupes. Au même moment il est décidé la suppression de centaines de groupes existants, incluant notamment ceux contenant les mots sang, aiguilles, viol et inceste. La possibilité de créer de nouveaux groupes est rétablie rapidement après.

## Critiques
En 2012, Fetlife se retrouve au cœur d’une controverse au regard de sa politique selon laquelle les utilisateurs s’engagent de ne pas « faire d’accusations criminelles contre les autres membres dans un forum public ». Cette politique est désapprouvée par de nombreux utilisateurs, qui pensent indispensable de pouvoir avertir et donner l'alerte,,,,.
Un compte est requis pour consulter les informations sur le site, même si l’adhésion est gratuite avec option payante. Le site n’est pas indexé par les moteurs de recherches et, pour cette raison, certaines critiques ont fait valoir que Fetlife se présente lui-même comme étant plus privé qu’il ne l’est en réalité.